# Шилос
Шилос — озеро на территории Валдайского сельского поселения Сегежского района Республики Карелии.

## Общие сведения
Площадь озера — 1 км², площадь водосборного бассейна — 41,3 км². Располагается на высоте 119,0 метров над уровнем моря.
Форма озера продолговатая: вытянуто с северо-запада на юго-восток. Берега каменисто-песчаные, местами заболоченные.
Через озеро протекает ручей Шилос, впадающий в реку Выг.
По центру озера расположен один относительно крупный (по масштабам водоёма) остров без названия.
С северо-востока от озера проходит старая лесная дорога.
Код объекта в государственном водном реестре — 02020001211102000006866.